# 채널 (디지털 이미지)
색 디지털 이미지는 화소로 구성되며, 화소는 일련의 코드로 표현되는 원색의 조합으로 이루어진다. 이 맥락에서 채널(channel)은 이러한 원색 중 하나로만 구성된, 컬러 이미지와 같은 크기의 회색조 이미지이다. 예를 들어, 표준 디지털 카메라의 이미지는 빨강, 초록, 파랑 채널을 가진다. 회색조 이미지는 하나의 채널만 가진다.
지리 정보 시스템에서 채널은 종종 래스터 밴드라고 불린다. 또 다른 밀접하게 관련된 개념은 합성곱 신경망에서 사용되는 피처 맵이다.

## 개요
디지털 영역에서는 이미지를 구성하는 재래식 원색의 수가 얼마든지 있을 수 있다. 이 경우 채널은 그러한 재래식 원색을 기반으로 하는 회색조 이미지로 확장된다. 확장하면 채널은 원본 이미지와 동일한 차원을 가지며 원본 이미지와 관련된 모든 회색조 이미지이다.
채널은 이미지의 특정 구성 요소를 지칭하는 데 사용되는 일반적인 용어이다. 실제로는 어떤 이미지 형식도 이미지를 내부적으로 저장하기 위해 어떤 알고리즘이든 사용할 수 있다. 예를 들어, GIF 이미지는 실제로 각 화소의 색상을 색상 구성 요소 세 개가 저장된 테이블을 참조하는 인덱스 번호로 참조한다. 그러나 특정 형식이 이미지를 저장하는 방식에 관계없이 최종 색상 이미지를 렌더링할 수 있는 한, 개별 색상 채널은 항상 결정될 수 있다.
채널의 개념은 다중 스펙트럼 및 초분광 이미징에서 가시광선을 넘어 확장된다. 이 맥락에서 각 채널은 특정 파장 범위에 해당하며 분광 정보를 포함한다. 채널은 다양한 너비와 범위를 가질 수 있다.
세 가지 주요 채널 유형(또는 색 모델)이 존재하며, 각각의 장단점이 있다.

### RGB 이미지
RGB 이미지는 빨강, 초록, 파랑의 세 가지 채널을 가진다. RGB 채널은 눈 (인체)의 색 수용체를 대략적으로 따르며, 컴퓨터 디스플레이 및 이미지 스캐너에 사용된다.
RGB 이미지가 24비트(2005년 기준 업계 표준)라면, 각 채널은 빨강, 초록, 파랑에 대해 8비트를 가진다. 즉, 이미지는 세 개의 이미지(각 채널당 하나)로 구성되며, 각 이미지는 0에서 255 사이의 일반적인 밝기 강도를 가진 개별 화소를 저장할 수 있다. RGB 이미지가 48비트(매우 높은 색 깊이)라면, 각 채널은 화소당 16비트 색상, 즉 각 화소당 16비트의 빨강, 초록, 파랑을 가진다.

#### RGB 색상 샘플

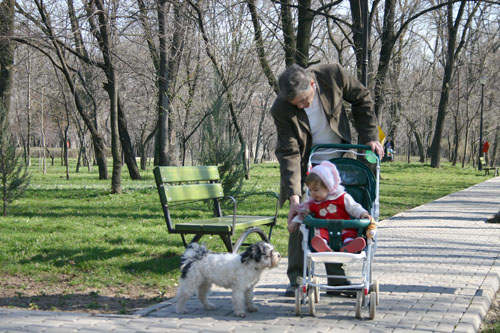
24비트 RGB 이미지
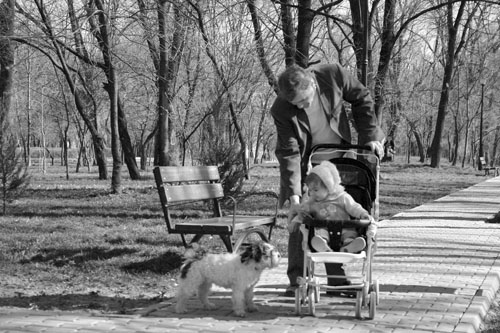
빨강 채널, 회색조로 표시됨
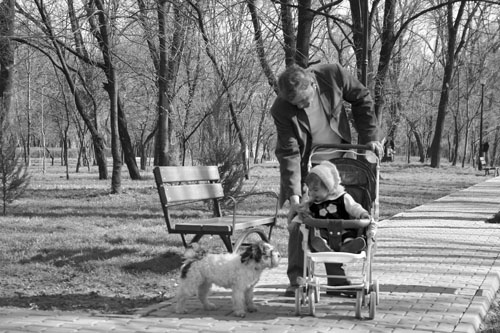
초록 채널, 회색조로 표시됨
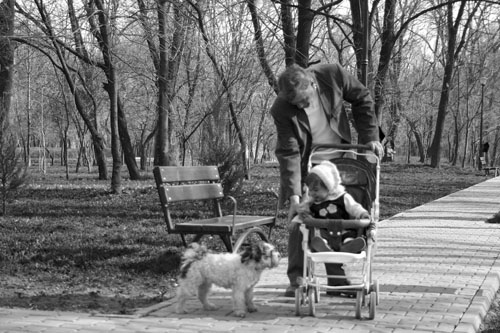
파랑 채널, 회색조로 표시됨

회색 나무들이 모든 채널에서 비슷한 밝기를 가지고 있고, 빨간 드레스가 다른 두 채널보다 빨강 채널에서 훨씬 밝게 보이며, 그림의 초록색 부분이 초록 채널에서 훨씬 밝게 보이는 것을 확인하라.

### YUV
YUV 이미지는 RGB 색 공간의 아핀 변환이며, 방송에서 유래했다. Y 채널은 인지된 강도와 대략적으로 상관관계가 있으며, U 및 V 채널은 색상 정보를 제공한다.

### CMYK
CMYK 이미지는 시안, 마젠타, 노랑, 키(검정)의 네 가지 채널을 가진다. CMYK는 감산혼합이 사용되는 인쇄의 표준이다.
32비트 CMYK 이미지(2005년 기준 업계 표준)는 시안, 마젠타, 노랑, 키 색상(일반적으로 검정)에 각각 하나씩, 네 개의 8비트 채널로 구성된다. CMYK 이미지에 대한 64비트 저장(채널당 16비트)은 흔하지 않다. 왜냐하면 CMYK는 일반적으로 장치 의존적인 반면, RGB는 장치 독립적인 저장의 일반 표준이기 때문이다.

#### CMYK 색상 샘플

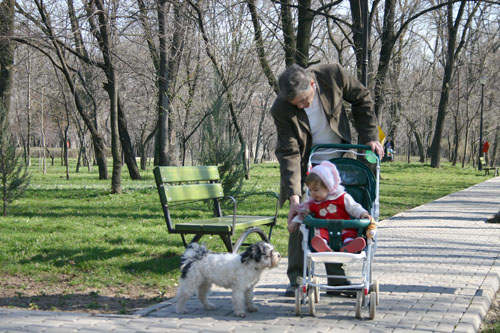
32비트 CMYK 이미지 예시
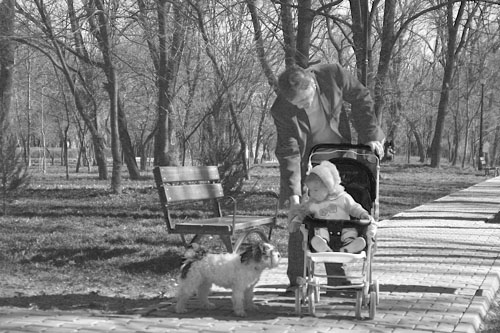
시안 채널
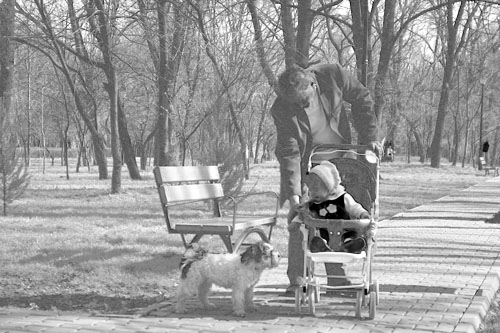
마젠타 채널
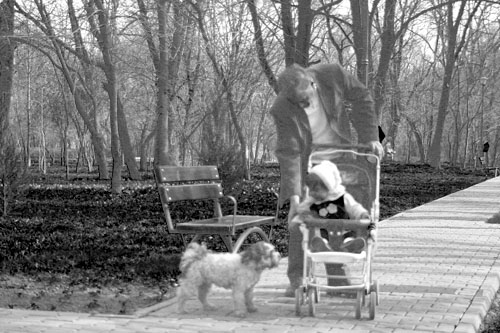
노랑 채널
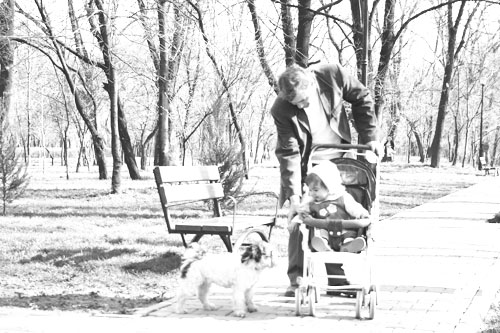
키(검정) 채널

### HSV
HSV, 또는 색상 채도 값은 RGB와 마찬가지로 세 개의 채널에 색상 정보를 저장하지만, 하나의 채널은 밝기 (값)에 할당되고 다른 두 채널은 색상 정보를 전달한다. 값 채널은 CMYK 검정 채널 또는 그 네거티브와 유사하다 (그러나 완전히 동일하지는 않다).
HSV는 손실 영상 압축에서 특히 유용하다. 이 경우 색상 정보의 손실이 사람의 눈에 덜 두드러진다.

## 알파 채널
알파 채널은 투명도 정보를 저장한다. 값이 높을수록 해당 화소는 더 불투명하다. 어떤 카메라나 스캐너도 투명도를 측정하지 않지만, 물리적 개체는 분명히 투명성을 가질 수 있다. 그러나 알파 채널은 디지털 이미지를 함께 영상합성하는 데 매우 유용하다.
크로마키 기술은 배우를 원색 배경 앞에서 촬영한 다음 해당 색상을 투명하게 설정하고 배경과 합성하는 것을 포함한다.
GIF 및 PNG 이미지 형식은 월드 와이드 웹에서 알파 채널을 사용하여 웹 페이지의 이미지를 병합하여 비균일한 배경에서도 임의의 모양을 가지는 것처럼 보이게 한다.

## 기타 채널
3차원 컴퓨터 그래픽스에서는 재료 렌더링에 대한 추가 제어를 위해 여러 채널이 사용된다. 예를 들어, 경면반사 등을 제어한다.

## 비트 깊이
이미지를 디지털화할 때 색상 채널은 숫자로 변환된다. 이미지는 수천 개의 화소를 포함하며 각 화소는 여러 채널을 가지므로 채널은 일반적으로 가능한 한 적은 비트로 인코딩된다. 일반적인 값은 채널당 8비트 또는 채널당 16비트이다. 인덱스 색상은 채널을 완전히 제거하여 예를 들어 3개의 채널을 8비트(GIF) 또는 16비트로 만든다.

## 최적화된 채널 크기
뇌가 각 채널의 구별을 다른 채널과 동일한 정도로 반드시 인식하는 것은 아니므로, 각 채널에 할당된 비트 수를 다르게 하면 더 최적의 저장 공간을 얻을 수 있다. 특히 RGB 이미지의 경우 파랑 채널을 가장 많이 압축하고 빨강 채널을 가장 적게 압축하는 것이 각 채널에 동일한 공간을 할당하는 것보다 나을 수 있다.
다른 기술 중 손실 압축 영상 압축은 크로마 서브샘플링을 사용하여 색상 채널(색상 및 채도)의 비트 깊이를 줄이는 동시에 모든 밝기 정보(HSV의 값)를 유지한다.
16비트 하이컬러는 빨강과 파랑을 5비트로, 초록을 6비트로 저장한다.